# Krožna žaga
Krožna žaga je električna žaga z zobatim ali abrazivnim diskom, ali rezilom za rezanje različnih materialov, ki omogoča rezanje z rotacijskim vrtenjem žaginega lista okoli gredi. Tudi luknjasta in obročasta žaga imata vrtljivo gibanje, vendar se razlikujeta od krožne žage. Krožne žage so bile izumljene v poznem 18. stoletju, v ZDA pa so bile redno v uporabi do sredine 19. stoletja. Krožna žaga je orodje za rezanje številnih materialov, kot so les, kamen, plastika ali kovina, lahko pa je ročna ali namizna. Pri obdelavi lesa se izraz "krožna žaga" nanaša posebej na ročni tip. "Skilsaw" in "Skil saw" sta postali splošni blagovni znamki za običajne ročne krožne žage. Listi krožne žage so posebej zasnovani za vsak posamezen material, ki ga nameravajo rezati, pri rezanju lesa pa so posebej zasnovani za rezanje, rezkanje ali kombinacijo obeh. Krožne žage običajno poganja elektrika, lahko pa jih poganja bencinski motor ali hidravlični motor, ki omogoča pritrditev na težko opremo, tako da ni potrebe po drugem viru energije. 

## Glej Tudi
- Žaga